# Puttigny
Puttigny là một xã trong vùng Grand Est, thuộc tỉnh Moselle, quận Château-Salins, tổng Château-Salins. Tọa độ địa lý của xã là 48° 51' vĩ độ bắc, 06° 33' kinh độ đông. Puttigny nằm trên độ cao trung bình là 225 mét trên mực nước biển, có điểm thấp nhất là 205 mét và điểm cao nhất là 267 mét. Xã có diện tích 7,47 km², dân số vào thời điểm 2005 là 76 người; mật độ dân số là 10 người/km².

## Thông tin nhân khẩu
| 1962 | 1968 | 1975 | 1982 | 1990 | 1999 |
| ---- | ---- | ---- | ---- | ---- | ---- |
| 104  | 109  | 77   | 82   | 99   | 87   |